# Miloš Šporar
Miloš Šporar (ur. 16 stycznia 1976 w Celje w Słowenii) – słoweński koszykarz. Obecnie zakończył karierę i pracuje z młodzieżą w Słowenii. Podczas gry w AZS-ie jeden z ulubieńców publiczności.
W sezonie 2005/2006, podczas wygranego 126-96 spotkania z Notecią Inowrocław, ustanowił nadal aktualny rekord  PLK (odkąd wprowadzono oficjalne statystyki w sezonie 1998/99), notując 21 asyst.
Po karierze zawodniczej postanowił sprawdzić się jako szkoleniowiec. W swojej ojczyźnie założył szkółkę koszykarską MikiSport. Samodzielnie prowadził m.in. zespół tureckiej ekstraklasy, Royal Gaziantep, gdzie zastępował pracującego również z seniorską reprezentacją Słowenii, Jure Zdovca. Obecnie trenuje Noteć Inowrocław, grającą w polskiej I lidze.

## Przebieg kariery
- 1997-1998 Satex Maribor
- 1998-1999 ZM Maribor Lumar
- 1999-2000 KK Olimpija Ljubljana
- 1999-2002 Rogla Aztras
- 2002-2003 Old Spice Pruszków
- 2003-2004 Kemoplast Alpos Sentjur
- 2003-2004 KK Split
- 2004-2005 APOEL Nikozja
- 2005-2006 AZS Koszalin
- 2006-2007 Kager Gdynia

## Statystyki podczas występów w PLK
- Sezon 2002/2003 (Old Spice Pruszków): 31 meczów (średnio 10,7 punktu oraz 4,1 asysty w ciągu 27,7 minuty)
- Sezon 2005/2006 (AZS Koszalin): 25 meczów (średnio 11,6 punktu oraz 5,2 asysty w ciągu 32,2 minuty)
- Sezon 2006/2007 (Kager Gdynia): 36 meczów (średnio 2,6 punktu oraz 1,9 asysty w ciągu 12,2 minuty)